# Marjorie Tallchief
Marjorie Tallchief   (Denver, 19 d'octubre de 1926 - Delray Beach, 30 de novembre de 2021) fou una ballarina de la Nació Osage. Era la germana petita de la prima ballerina Maria Tallchief, i fou la primera ameríndia anomenada "première danseuse étoile " al Ballet de l'Òpera Nacional de París.

## Primers anys
Marjorie Louise Tall Chief va néixer el 19 d'octubre de 1926 a Denver, Colorado mentre els seus pares, Alexander Tall Chief i la seva esposa, Ruth (née Porter), eren de vacances amb els fills més grans, Gerald i Maria Tallchief. Va créixer a Fairfax (Oklahoma). Ella ia la seva família es van traslladar a Los Angeles en 1933, on ella i la seva germana podien aprendre ballet. Va aprendre amb Bronislava Nijinska i David Lichine.

## Carrera
Després de completar els seus estudis a Los Angeles, Marjorie va començar a ballar en diverses companyies de dansa. Segons l'Encyclopedia of Oklahoma History and Culture, aquestes foren: "... el Ballet Rus Americà de Monte Carlo (1946-47), el Gran Ballet del Marquès de Cuevas (1948-55), El Ballet de l'Òpera de Chicago de Ruth Page (artista convidada, 1958-62), i el Ballet Harkness (prima ballerina, 1964-66). Els seus papers més aclamats foren a Night Shadow (1950), Annabel Lee (1951), Idylle (1954), Romeu i Julieta (1955), i Giselle (1957)."
Fou la primera ameríndia "première danseuse étoile" del Ballet de l'Òpera Nacional de París i ballà amb el Gran Ballet del Marquès de Cuevas. Durant la seva carrera va ballar per a polítics com els presidents dels Estats Units John F. Kennedy i Lyndon B. Johnson, i dignataris estrangers com Charles de Gaulle. Després de la seva retirada dels escenaris va actuar com a directora de dansa del Ballet de Dallas, de l'Escola de Ballet de Chicago i del Conservatori Harid fins a 1993.

## Reconeixements
En 1991 va ser introduïda a l'Oklahoma Hall of Fame. L'octubre de 1997 ella i la seva germana gran Maria, amb Moscelyne Larkin, Rosella Hightower, i Yvonne Chouteau, foren anomenades Tresor d'Oklahoma en els Premis d'Arts del Governadors.

## Vida personal
Tenia dos fills amb el seu marit, l'antic director de teatre i coreògraf George Skibine, i vivia a Boca Raton, Florida.